# Randwick (Gloucestershire)
Randwick é uma paróquia e aldeia de Stroud, no condado de Gloucestershire, na Inglaterra. De acordo com o Censo de 2011, tinha 1423 habitantes. Tem uma área de 1,98 km².